# Julio Donisa
Julio Donisa, né le 15 janvier 1994 à L'Haÿ-les-Roses, est un footballeur français, international malgache, évoluant au poste d'attaquant.

## Biographie

### Parcours junior et amateur (2012-2018)
Julio Donisa a des origines guadeloupéenne, réunionnaise et malgache, qui a grandi à L'Haÿ-les-Roses dans le Val-de-Marne, a fait ses débuts au pôle espoirs de Martinique avant de revenir en métropole pour rejoindre le CS Brétigny en U17 et U19. Puis, il rejoint le FC Rouen, où il empile les buts en U19 (30 en DH) puis en CFA 2 avec la réserve. « Je sortais d'une bonne année, mais le club ne m'a rien proposé alors que j'étais livré à moi-même, précise-t-il. J'ai voulu aller à l'internat pour repasser le bac, mais on m'a dit qu'il n'y avait plus de places, ce qui était faux. J'ai habité chez ma sœur à l'autre bout de la Normandie, chez un coéquipier ou chez mes parents à Paris avant de me trouver une petite chambre. J'ai demandé des avances de primes au club, qui devait aussi me trouver un travail, mais je n'ai rien vu venir. »
À 19 ans, il n'hésite pas à faire le grand saut jusqu'en Italie, à Battipagliese (5e division) puis à Fondi (4e division). « Parme me voulait, mais le club était très endetté et ne s'est pas mis d'accord avec Brétigny et Rouen sur les indemnités. Je suis parti pour quelques centaines d'euros. Mais j'étais logé, nourri, blanchi et payé un peu. Si c'était à refaire, je le referais. » Même si, là-bas, il a été confronté au racisme. « J'en ai été victime quelques fois, surtout dans le Sud. Parfois, on quittait le stade sous escorte policière. Ça marque et ça endurcit.
Après six mois sans club à son retour en France, à travailler dans un cinéma, il se relance en CFA 2 à l'AS Pagny-sur-Moselle. Il y restera deux ans. « Je ne pouvais pas avoir le culot de prétendre au National alors que je n'avais pas fait mes preuves en France, avoue-t-il sans fausse modestie. Ce club m'a permis de repartir du bon pied et montrer que j'avais le niveau. » Il signe un contrat avec l'US Concarneau évoluant en National. Auteur de 8 buts en championnat, il tape dans l'œil du promu en Ligue 2, le Red Star FC.

### Carrière internationale
Donisa est sélectionné pour la première fois en équipe de Martinique à l'occasion des éliminatoires de la Gold Cup 2019. Il est titularisé face à Porto Rico le 13 octobre 2018 (victoire 0-1).
Il est titularisé en équipe de Martinique à l'occasion des éliminatoires de la Gold Cup 2019 face à Antigua le 19 novembre 2018 (victoire 4-2).
Le 13 mai 2022 , Julio Donisa a été appelé en sélection du Madagascar.